# Frederic al III-lea de Lorena
Frederic al III-lea (n. cca. 1020–d. 1033) a fost conte de Bar și duce de Lorena Superioară din 1026 sau 1027 până la moarte.
Frederic era fiul ducelui Frederic al II-lea de Lorena Superioară cu Matilda, fiică a ducelui Herman al II-lea de Suabia.
Tatăl său fusese co-duce începând din 1019, iar bunicul său, Thierry I, a continuat să domnească în Lorena până la moartea sa din 1027 sau 1028. Domnia sa este complet obscură. Chiar și regentul său nu este necunoscut. El a murit din fragedă tinerețe, iar comitatul de Bar a trecut în mâinile surorii sale Sofia, în timp ce Lorena a fost conferită lui Gothelo I, duce de Lotharingia Inferioară.
1. 1 2 3 4 5 6 7 8 9 10  Medieval Lands